# Opuntia guilanchi
Opuntia guilanchi ist eine Pflanzenart in der Gattung der Opuntien (Opuntia) aus der Familie der Kakteengewächse (Cactaceae). Das Artepitheton guilanchi verweist auf einen Trivialnamen der Art im mexikanischen Bundesstaat Zacatecas.

## Beschreibung
Opuntia guilanchi wächst strauchig, ist aufrecht, offen verzweigt und erreicht Wuchshöhen von 1,5 bis 2 Meter. Die dunkelgrünen, leicht flaumigen, verkehrt eiförmigen Triebabschnitte sind 14 bis 24 Zentimeter lang und bis zu 16 Zentimeter breit. Die kleinen Areolen sind dunkelgelb, die Glochiden gelb und kürzer als 7 Millimeter. Die anfangs zwei bis drei Dornen, später sind es vier bis fünf, sind abstehend, leicht abgeflacht und häufig verdreht. Sie sind anfangs weißlich, werden später dunkler und sind 0,5 bis 3,5 Zentimeter lang.
Über die Blüten ist nichts bekannt. Die fast kugelförmigen, flaumigen Früchte sind gelblich bis rötlich.

## Verbreitung und Systematik
Opuntia guilanchi ist in den mexikanischen Bundesstaaten Zacatecas, Jalisco und San Luis Potosí verbreitet.
Die Erstbeschreibung erfolgte 1910 durch David Griffiths.

## Nachweise